# 上田丸子電鉄クハ270形電車
上田丸子電鉄クハ270形電車（うえだまるこでんてつクハ270がたでんしゃ）は、上田丸子電鉄（後の上田交通）に在籍した電車（制御車）である。
本項では、クハ270形の形式称号を付与された制御車各車両のうち、相模鉄道より譲り受けた2両（クハ272・273）について記述する。

## 概要
輸送力増強を目的として、相模鉄道より同社クハ2500形2501・2505を譲り受け、クハ270形272・273として導入したものである。クハ272（元クハ2501）が1961年（昭和36年）6月15日付認可で、クハ273（元クハ2505）が1963年（昭和38年）3月18日付認可でそれぞれ導入された。車両番号（以下「車番」）が1を起番する形とならなかったのは、同2両の導入当時、既にクハ270形271（初代）が在籍し、上田丸子電鉄における車番付番要領（上田交通#車両を参照）に則って続番が付与されたことによるものである。
前面非貫通構造・片運転台仕様の17m級半鋼製車体を備え、片側3箇所の客用扉を有し、側面窓配置はクハ272が1D6D6D1、クハ273がdD6D6D1（d：乗務員扉、D：客用扉、各数値は側窓の枚数）である。連結面は貫通扉上田丸子電鉄では非貫通だった。
導入に際しては、車体塗装を上田丸子電鉄の標準塗装である上半分をクリーム・下半分を紺色とした2色塗りへ変更したほか、クハ273は制御回路の間接非自動制御（HL制御）化が実施されたが、クハ272は相模鉄道在籍当時と同様に間接自動制御仕様のままとされた。
（下記参考文献の小林宇一郎氏の記事は車両番号が逆であるが、実車を現役当時確認した限りでは誤記である。）

## 種車の沿革
相模鉄道クハ2500形2501・2505は、1936年（昭和11年）5月に東京横浜電鉄（現・東京急行電鉄）が川崎車輌（現・川崎重工業）において発注・新製した流線形車体のガソリンカーキハ1形1・3を種車とする。
東京横浜電鉄キハ1形は、増加する輸送需要に対応するため変電所の増強を行うことなく列車の増発を実施することを目的として導入されたもので、電化路線である同社東横線において急行列車運用に充当された。しかし、同時期に勃発した日中戦争の激化に伴うガソリン価格の暴騰によって運行が困難となり、1939年（昭和14年）から翌1940年（昭和15年）にかけて全車が五日市鉄道（現・JR五日市線）および神中鉄道（後の相模鉄道）へ譲渡された。
神中鉄道へ譲渡された6両に含まれたキハ1・3は、当初ガソリンカーのまま運用されたのち、路線の電化進捗に伴って1947年（昭和22年）から翌1948年（昭和23年）にかけてエンジンを撤去し電車の制御車へ改造、クハ1110形1111（元キハ3）・1115（元キハ1）と改称・改番され、さらに後年2000系へ編入されクハ2500形2501・2505となった。また同時期には車体改造により前後妻面が流線形から平凡な丸妻3枚窓構造に改められた。
後年の新型車両増備に伴って、クハ2501は1960年（昭和35年）12月15日付で、クハ2505は1961年（昭和36年）6月27日付でそれぞれ除籍となり、上田丸子電鉄へ譲渡された。

## 運用
クハ272は真田傍陽線へ、クハ273は別所線へそれぞれ配置された。2両とも車両定員164人という収容力の大きさを生かして主に朝の多客時間帯に運用されていた。ただし、クハ272は勾配線区である真田傍陽線においては勾配区間の運転に不利な間接自動制御仕様の電動車が存在しなかったことから、常時付随車代用として電動車に牽引される形態で運用された。実際に廃車前の同車を確認したところ、クハ273に設置されている運転室、乗務員扉、前照灯もないサハ同然の車体形状だった。
1972年（昭和47年）2月19日付で真田傍陽線が全線廃止となったのち、クハ272は上田原に留置されていたが使用されず、1975年（昭和50年）3月27日付で廃車となった。クハ273は別所線でモハ5250形のラッシュ時増結用として使用されていたが、東京急行電鉄よりクハ290形の導入に伴って1984年（昭和59年）3月10日付で廃車となり、上田交通（1969年5月31日付で上田丸子電鉄より社名変更）における東京横浜電鉄キハ1形を出自とする車両は全廃となった。